# Polgár Krisztina
Polgár Krisztina (Törökszentmiklós, 1986. november 30. –) modell, szépségkirálynő.
2003-ban elnyerte a Miss Balaton szépségverseny 2. helyét. 2005-ben érettségizett, és még ugyanebben az évben ismét 2. lett a Miss Balaton versenyen. Részt vett a „Rettegés foka” című Argentínában forgatott valóság-showban. Horvátországban elnyerte a nemzetközi Miss Adria címet 2004-ben. 2008-ban övé lett az első Miss Earth Hungary cím.

### Magánélete
2008-tól rendszeresen pókerezett, amiben Tóth Richárd pókerjátékos is segítette. 2012-ben a Póker Akadémia kupáért is versenybe szállt.  2011-ben Las Vegasban megismerkedett Daniel Negreanu kanadai pókeressel, amelyből köztük egy néhány hónapos párkapcsolat is kialakult. A szakításukat követően nemsokkal már több pesti szórakozóhelyeken Berki Krisztiánnal mutatkozott, akivel szintén kialakult egy rövidebb kapcsolata. 2013 májusában házasodott össze Kaldau Szabolccsal. Gyermekeik közül Olivér 2013-ban, Vincent 2015-ben született. 2017-ben férje Houstonban egy olajvállalatnál kapott munkát, így ekkor családostól kiköltöztek az Egyesült Államokba. Kislányuk, Kaldau Lana 2021-ben született.

## Helyezései
- 2002 Tisza-tó szépe
- 2003 Kárpát-medence szépe, Miss Balaton 2. hely
- 2004 Fáma magazin szépe, Miss Adria 1. hely
- 2005 Miss Balaton 2. hely
- 2008 Miss Earth Hungary és Miss Királynő